# Yūya Yamamoto
Yūya Yamamoto (山本 侑弥?, Yamamoto Yūya; Kijimadaira, 5 novembre 2001) è un combinatista nordico giapponese.

## Biografia
Yūya Yamamoto è fratello di Ryōta, a sua volta combinatista nordico; attivo dal marzo del 2018, ha esordito in Coppa del Mondo l'8 gennaio 2022 in Val di Fiemme in un'individuale Gundersen (34º) e ai Campionati mondiali a Planica 2023, dove si è classificato 7º nella gara a squadre. Non ha preso parte a rassegne olimpiche.

## Palmarès

### Coppa del Mondo
- Miglior piazzamento in classifica generale: 42º nel 2023